# Milan Kučan
Milan Kučan (Tótkeresztúr, 1941. január 14. –) szlovén politikus és államférfi, a független Szlovénia első köztársasági elnöke.

## Élete és korai pályafutása
Kučan evangélikus tanítók családjában született a Muravidéken, a goričkoi szlovén lakosságú Tótkeresztúron (Križevci) faluban, ahol vend nyelvet beszélik. A család neve muravidéki (vend) alakban Küčan, magyarosan Kücsan. Szülei Kücsán Kálmán és Varga Mária voltak. Édesapja a szomszédos Andorházáról, míg édesanyja a közeli, részben magyar lakosú Pártosfalváról származott és beszélt magyarul is. Négy testvére volt. Alig néhány hónapos volt, amikor szülőhelye Magyarországhoz került és négy évig annak a része is volt. Apja meghalt a II. világháborúban.
Jogot tanult a ljubljanai egyetemen, ahol hamar bekapcsolódott a politikai tevékenységbe is. 1968-ban a Szlovén Ifjúsági Szervezet elnöke, és egyben a magyar Hazafias Népfrontnak megfelelő szlovén ernyőszervezet, a szlovén Szocialista Szövetség titkára lett. 1978-ban a szlovén köztársasági parlament elnöke lett, 1982-től pedig a szlovén kommunista párt képviselője lett a Jugoszláv Kommunisták Szövetsége Központi Bizottságában, Belgrádban.
Nős, felesége Štefka Kučan.

## Politikusi pályája
1986-ban a szlovén kommunista párt vezetője lett. Ebben az időben már folyamatosan erősödtek a liberális és demokratikus tendenciák a szlovén társadalomban és a pártban egyaránt. Kučan kiállt az emberi jogok és az európai demokratikus értékek mellett és egyre keményebb ütközéseket vállalt Szerbiával és a Milosevics vezette belgrádi rendszerrel szemben.
1990. január 23-án Kučan a szlovén pártdelegáció élén kivonult a JKSZ kongresszusáról. Ez a lépés a rendszer összeomlásának egy látványos eseménye volt.
Visszatérve Ljubljanába egyik vezetője lett a rendszerváltás eseményeinek. Jugoszlávia első szabad, többpárti választását Szlovéniában tartották meg 1990 áprilisában. Kučant ekkor a kollektív államelnökség elnökévé választották meg az ellenzéki DEMOS jelöltjével, Jože Pučnik-kal szemben.
Amikor a lazább, demokratikus jugoszláv föderációra vonatkozó elképzelések kudarca nyilvánvalóvá vált, Kučan a békés elszakadási törekvések élére állt. Szlovénia 1991. június 25-én kikiáltotta függetlenségét. Az ünnepséget brutálisan megszakította a jugoszláv hadsereg támadása. A Szlovéniai tíznapos háború után Kučan képviselte Szlovéniát a béketárgyalásokon, amelyek eredményeképpen Szlovénia függetlenségét nemzetközileg is elismerték.
1992-ben Kučant az új alkotmány szerinti közvetlen választásokon, amelyeken függetlenként, párttámogatás nélkül indult, köztársasági elnökké választották. 1997-ben újabb ötéves ciklusra megválasztották, már az első fordulóban. Köztársasági elnöksége alatt mindvégig magasan vezette a népszerűségi listákat.
Második mandátumának lejárta után, 2002 decemberétől Janez Drnovšek követte őt a köztársasági elnöki székben.
2003 márciusában Szlovénia népszavazáson döntött az NATO-hoz és az EU-hoz való csatlakozásról. Kučan aktív részt vállalt a sikeres népszavazási kampányban.
2004 november óta Kučan tagja a Madridi Klubnak, a hivataluktól visszavonult demokratikus államférfiak egy egyesületének. Ugyancsak 2004-ben létrehozta a szlovén baloldali gondolkodók Forum 21 nevű egyesületét.